# اوران کالیلوف
اوران خلیلف (روسی: Уран Калилов؛ زادهٔ ۲۰ دسامبر ۱۹۸۰) کشتی‌گیر اهل قرقیزستان است.